# 오스미국

오스미 국

오스미국(일본어: 大隅国 오스미노쿠니[*])는 사이카이도에 위치한 일본의 옛 구니이다. 현재의 가고시마현 동부와 오스미 제도에 해당한다.
구슈(隅州)라고도 불리며, 와도 6년(713년) 4월 3일, 휴가국을 나누어 설치되었다.
덴초 원년(824년 10월 1일, 현재의 야쿠섬과 다네가섬에 해당하는 다네국을 아울렀다. 1879년(메이지 12년)에는 아마미 제도(오시마군)을 편입했다. 1897년(메이지 30년)에는 현재의 미시마촌과 도시마촌 지역이 사쓰마국 가와나베군에서 오시마군으로 편입되었다.

## 군
- 히시카리군(일본어판)(菱苅郡 / 菱刈郡)
- 구와하라군(일본어판)(桑原郡)
- 아이라군(始羅郡 / 姶良郡)
- 소오군(囎唹郡)
- 기모쓰키군(肝属郡)
- 오스미군(大隅郡)
- 고무군(일본어판)(馭謨郡)
- 구마게군(熊毛郡)
- 오시마군(大島郡)
- 가고시마군(鹿児島郡)
법제 상 소속이 사쓰마국인지 오스미 국인지 불명확.